# Большой Казмаш (приток Иняка)
Большой Казмаш (устар. Большой Кизмаш) (баш. Оло Ҡаҙмаш) — река в Кугарчинском районе Башкортостана. Приток Иняка. Устье реки находится в 43 км по левому берегу реки Иняк. Длина реки — 12 км. Главный приток: Уба. Возле впадения протекает у урочища Назаркино.

## Данные водного реестра
По данным государственного водного реестра России относится к Уральскому бассейновому округу, водохозяйственный участок реки — Большой Ик. Речной бассейн реки — Урал (российская часть бассейна).
Код водного объекта в государственном водном реестре — 12010000612112200005989.